# نصر أباد (كاشان)
نصر أباد هي قرية في مقاطعة كاشان، إيران. عدد سكان هذه القرية هو 106 في سنة 2006.